# 前田祇園山笠
前田祇園山笠（まえだぎおんやまかさ）は、毎年7月第3月曜（海の日）を最終日とする3日間、福岡県北九州市八幡東区祇園の仲宿八幡宮（なかやどはちまんぐう）に奉納される祇園祭である。約800年の歴史があるとされる祭で、北九州市の無形民俗文化財に指定されている。

## 概要
「一番山笠」、「二番山笠」、「本宮山笠」の3基が存在する。
日曜日には御神輿御神幸（おみこしごじんこう）が行なわれ、3つの山笠が仲宿八幡宮から神輿に随従し、お旅所（旧八束髪神社跡地）まで、おくりだしをする。かつて「桃園山笠」も存在したが、2005年（平成17年）に休止している。
昼の部と夜の部があり、夜には人形飾山笠に電飾が施される。
この祇園行事は、地域の平安無事、悪疫退散を願う神事はもとより、地域の活性化・地域の連帯・青少年の健全育成にも貢献している。

## 歴史
- 1205年（元久2年、鎌倉時代初期）花尾城を拠点として遠賀郡一帯を支配していた麻生氏が、ふもとの地で領内の除疫、豊穣を祈願して「祇園会」を始めた[4]。
- 1394年（ 応永年間、室町時代初期）、麻生氏が祇園原（ぎおんばら）に祇園社「八束髪（やつかひげ）神社を建立し、祭儀を行なった。

　 これより、杉勾欄に八色の手長旗を立てた旗笹山笠の巡行が始まる。
- 江戸時代に入り黒田氏が前田の地を治めることとなり、八束髪神社の御分霊を洞海湾を囲む各地の祀り、それぞれ祇園祭を始めることになった。
- 明治時代中期まで旗笹山笠、後期からは直方系の人形飾山笠の形態が登場した。
- 第二次世界大戦により、八束髪神社本宮焼失。現在は祇園本宮趾の碑と鳥居が残されている。
- 1961年（昭和36年）八束髪神社が仲宿八幡宮に合祀された。
- 2001年（平成13年）3月30日、北九州市の無形民俗文化財に旗笹山笠が指定された。
- 2004年（平成16年）大阪21世紀協会の主催する御堂筋パレードに参加[5]。
- 2005年（平成17年）800年祭を迎えた。
- 2008年（平成20年）旗笹山笠の巡幸は二番山笠のみであったが、本宮山笠も単独で旗笹山笠の巡幸を開始
- 2009年（平成21年）一番山笠も単独で旗笹山笠の巡幸を開始
- 2010年（平成22年）北九州市無形民俗文化財指定10周年記念行事を実施
- 2010年（平成22年）文化財指定10周年記念として起業祭に参加
- 2013年（平成25年）北九州市制50周年市民公募50事業　八幡東祇園まつりに参加
- 2017年（平成29年）旧八幡市制100周年記念事業　八幡東祇園まつりに参加
- 2023年（令和5年）北九州市制60周年を記念した「まつり八幡東」に参加。会場はスペースワールド跡地であるジ・アウトレットの駐車場で開催される。人形飾り山にて各山が参加し、前田祇園山笠のみならず他地域から参加している山笠（黒崎祇園など）の違いや熱意を観客に伝えた。

## 祇園囃子
大太鼓、小太鼓、鉦によって以下の曲が奏でられる。ほら貝を使用することもある。
- 据えばち
- 練りばち
- 追いばち

## 開催期間
- 例年7月第3月曜（海の日）を最終日とする土・日・月に開催
- お潮井取り　　開催期間3週間前の日曜
- 旗笹山笠巡行　開催期間1週間前の日曜

## スケジュール
- 開催期間 3週間前：お潮井取り
- 開催期間 1週間前：笹山笠巡行
- 前日祭（土曜日）: 巡行
- 当日祭（日曜日）: 御神輿御神幸
- 後日祭（月曜日）: 競演会（会場:福岡ひびき信用金庫前田支店前 - 特別養護老人ホーム善興園前）